# Qixingyan (Taïwan)
Qixingyan ou Chihsingyen (Chinois traditionnel: 七星岩) est un groupe d'îles de corail situées dans le canal de Bashi à 15 km de la pointe sud de Taïwan (cap Eluanbi) du comté de Pingtung à Taïwan. L'archipel est composé de sept récifs coralliens visibles à marée basse. Qixingyan prend la forme de la Grande Ourse, d'où le nom de "Récif au sept étoiles". En raison des courants forts et des hauts-fonds dans la région, une multitude de navires ont fait naufrage causant de nombreuses pertes humaines au début et au milieu du XIXe siècle, après l'ouverture du commerce par la cour des Qing entre l'Occident et la Chine. Les épaves remarquables comprennent le Rover, un navire marchand américain impliqué dans l'incident du Rover en 1867, et le Ryukyu, un vaisseau marchand japonais, impliqué dans l'incident de Mudan en 1871.